# La Spezia
La Spezia là thành phố tỉnh lỵ tỉnh Spezia, vùng Liguria của Ý. Nằm giữa Genova và Pisa bên biển Liguria, thành phố có một trong những bến cảng quân sự và thương mại chính của Ý nơi có OTO Melara công nghiệp quân sự.

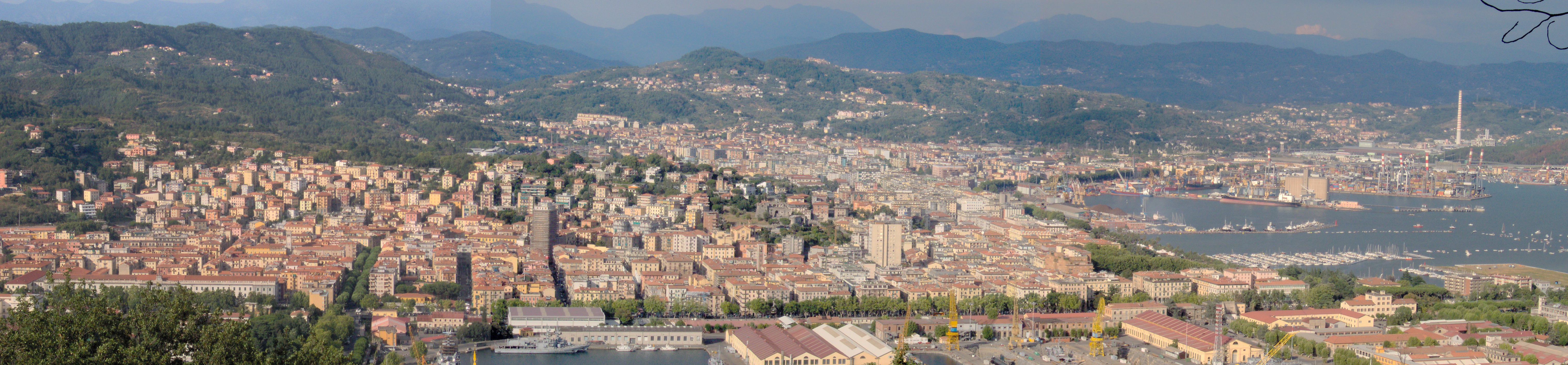
Toàn cảnh thành phố.